# Histoire de la Guinée

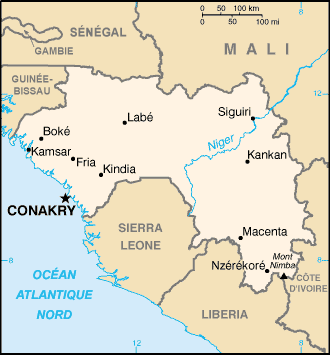
Territoire de la république de Guinée.

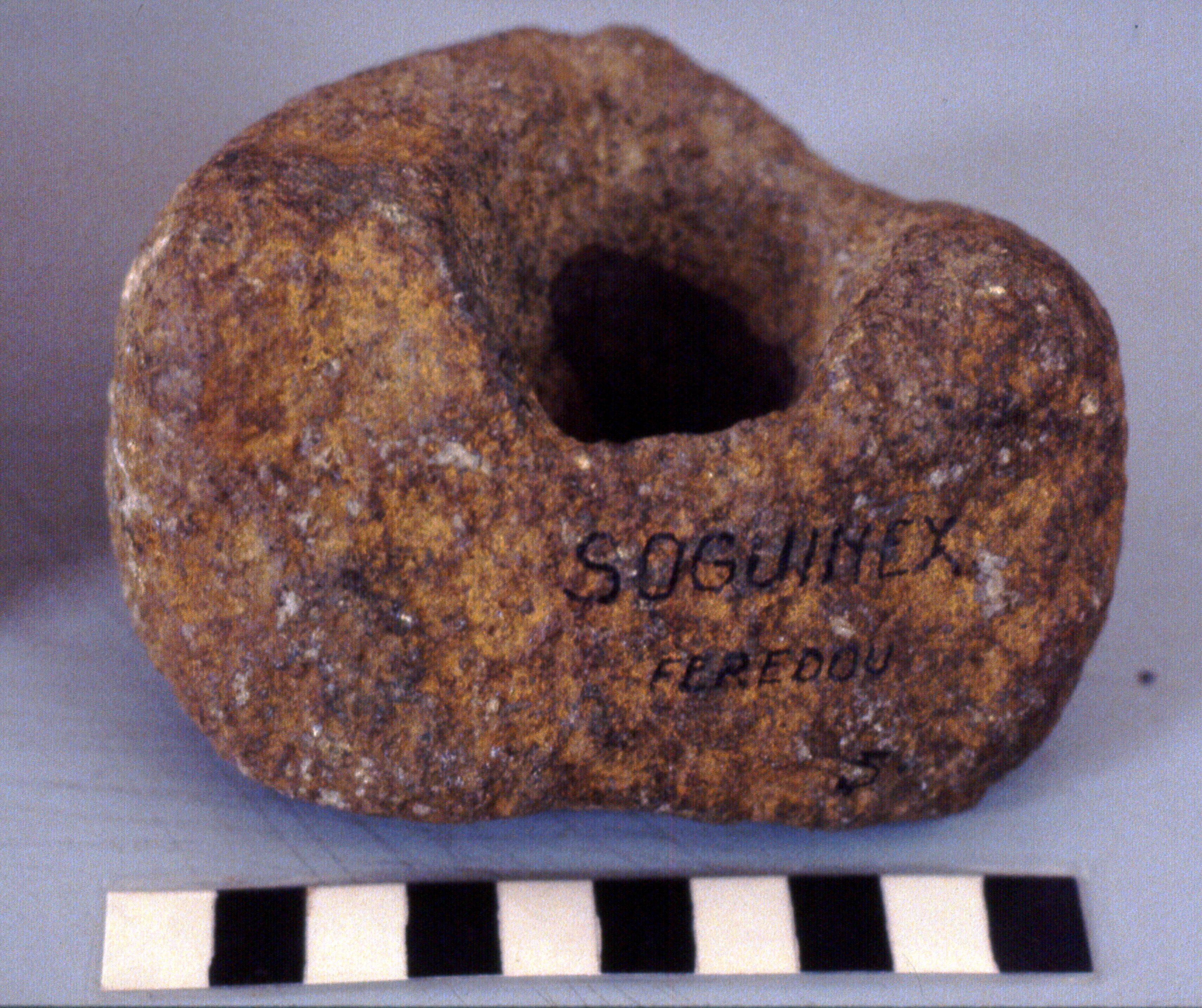
Pierre perforée de la région de Feredou (Musée d'Art africain de Dakar).

L'histoire de la Guinée (parfois encore appelée Guinée Conakry), pays ouest-africain, est marquée par l'essor, le rayonnement et le déclin de royaumes et de grands empires successifs. Les frontières géographiques actuelles du territoire de la république de Guinée ont été tracées par les puissances coloniales à la fin du XIXe siècle et au XXe siècle.
Le pays actuel, sur ses 245 857 km2, est d'abord riche de ses 13 607 249 habitants (en 2023) (pour 3 millions en 1950).

## La Guinée des grands empires

### AuVIIIesiècle, les santos (nalu) et les siba (baga) peuplent la région.
- santos (nalu), siba (baga)

### Royaume malinké sous influence de l'empire du Ghana (850c-1250c)
Du IXe au XIe siècle,le royaume mandingue, vassal de l'empire du Ghana, s'établit du Haut-Sénégal au Haut-Niger. L'empire du Ghana s'étendit en Afrique de l'Ouest du VIIIe au XIIIe siècle.
Au XIe siècle, les populations sont rejointes par les Dialonkés (ou Jalonkés) d'origine mandé.

### Empire du Mali (1250c-1600c)
Au XIIIe siècle : le  légendaire Soundiata Keïta (1190-1255) forme un immense empire ayant pour capitale Niani (aujourd'hui un petit village guinéen). L'empire du Mali connaît son apogée au XIVe siècle, s'étendant du nord et de l'est de la Guinée à Tombouctou. Il commence à décliner au XVe siècle.

### Premiers contacts avec les Européens (1500c-1900c)

Carte de la Haute et de la Basse Guinée au XVIIIe.

Les Européens arrivent sur les côtes et pratiquent le commerce des esclaves mais aussi de l´ivoire et des épices (huile de palme, malaguette).(Joao Pires). Les Européens utiliseront des relais africains pour capturer des esclaves à l´intérieur des terres. Mais ils arrivèrent vers le côté Atlantique de l'ocean d'où se trouvait la communauté Bagas de l'empire de Sosso qui ne connaissait pas la monnaie ni les armes à feu, et échangeaient leurs captifs contre toute sorte d'objets utilisés pour faire du troc. La concurrence entre négriers européens est parfois sévère et déclenche des batailles navales.
- du XVIe au XVIIIe siècle : arrivée des Peuls et des Mandingues apportant l'islam. De nombreux empires et royaumes, encore très présents dans la mémoire collective, se succèdent dans la région. Les classes gouvernantes mandingues se convertirent très tôt à l'islam. L'expansion de la religion musulmane dans toute la Guinée fut cependant due au prosélytisme du clan des Torobdes, des pasteurs peuls installés dans le Fouta-Djalon. Ils instaurent un État théocratique sur les hauteurs du plateau au début du XVIIIe siècle : imamat du Fouta-Djalon (1725-1896).
- Milieu du XIXe siècle : la plupart de la population est islamisée, à l'exception des habitants du royaume Mossi, qui résistent et conservent leurs croyances traditionnelles.
- Dans les années 1880 : le Mandingue Samory Touré, équipé d'armes modernes et à la tête d'une armée efficacement organisée, prend le contrôle de l'intérieur du pays : Empire wassoulou (1878-1898). Il est l'un des derniers héros de l'histoire pré-coloniale du pays.

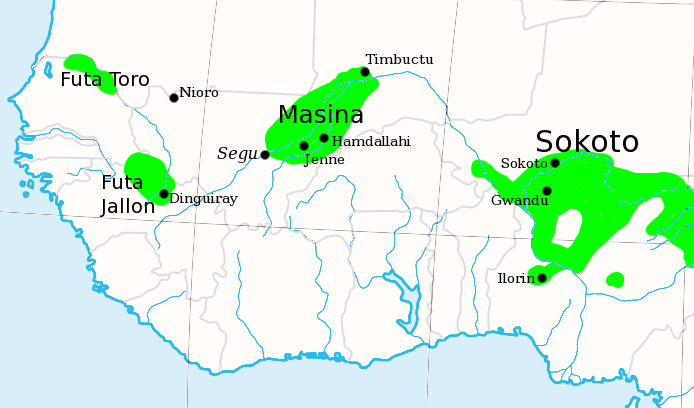
Imamat du Fouta-Djalon vers 1830.
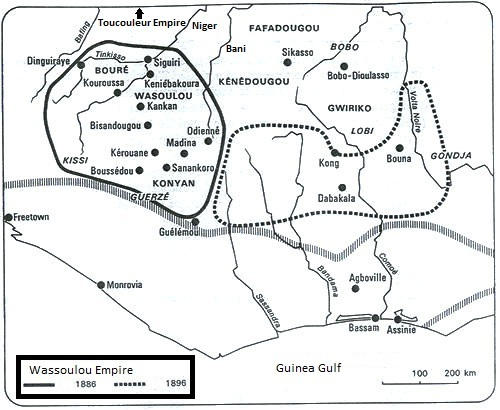
Empire wassoulou.

## Naissance de la Guinée moderne (1895-1911)

### Résistances et conquête coloniale
Dans la seconde moitié du XIXe siècle, la France, employant alternativement la force et la diplomatie, s'empare non sans difficulté de la plus grande partie de l'ouest du Soudan (actuel Mali). Elle prend Tombouctou, pousse jusqu'au lac Tchad et occupe la côte guinéenne. La Guinée actuelle vidée par la traite atlantique est alors quasiment dépeuplée. Cependant le climat tropical va décourager de nombreux Français de s'installer, à cause des maladies qui les déciment   
En 1891, La Guinée est proclamée colonie française, indépendamment du Sénégal, auquel elle était précédemment rattachée. Cependant, cette conquête ne s'opère pas sans résistance. Samory Touré, relayé ensuite par les peuples de la forêt, mène une guerre organisée contre l'occupation française sur la côte et dans les massifs montagneux du Sud-Est. En 1898, Samory Touré est vaincu. En 1899, les régions du haut Niger sont annexées au territoire.
En 1904, la Guinée devient une partie intégrante de l'Afrique-Occidentale française (AOF), administrée par un gouvernorat général. Les industriels français y développent plantations de café, de banane et d´huile de palme ainsi que l´activité minière (bauxite) grâce aux travailleurs forcés.

## Période coloniale française (1885-1958)

Afrique-Occidentale française en 1914.

La France impose un système d'administration coloniale identique à celui appliqué dans les autres territoires africains de son empire colonial. Sous l'autorité d'un gouverneur général, le pays est divisé en vingt-neuf cercles, chacun dirigé par un commandant de cercle. Les chefferies traditionnelles sont souvent transformées et leurs systèmes de transmissions bouleversés : elles constituent progressivement un instrument efficace de la domination coloniale française. Ce système joue un rôle important dans l'unification d'un pays artificiellement créé par les puissances coloniales au cours des conquêtes.
L'exploitation des ressources s'oriente vers la satisfaction des besoins de la métropole. Au détriment des cultures vivrières, les cultures d'exportation, monopolisées par des sociétés françaises, se multiplient. La monnaie et l'impôt se généralisent également durant cette période.

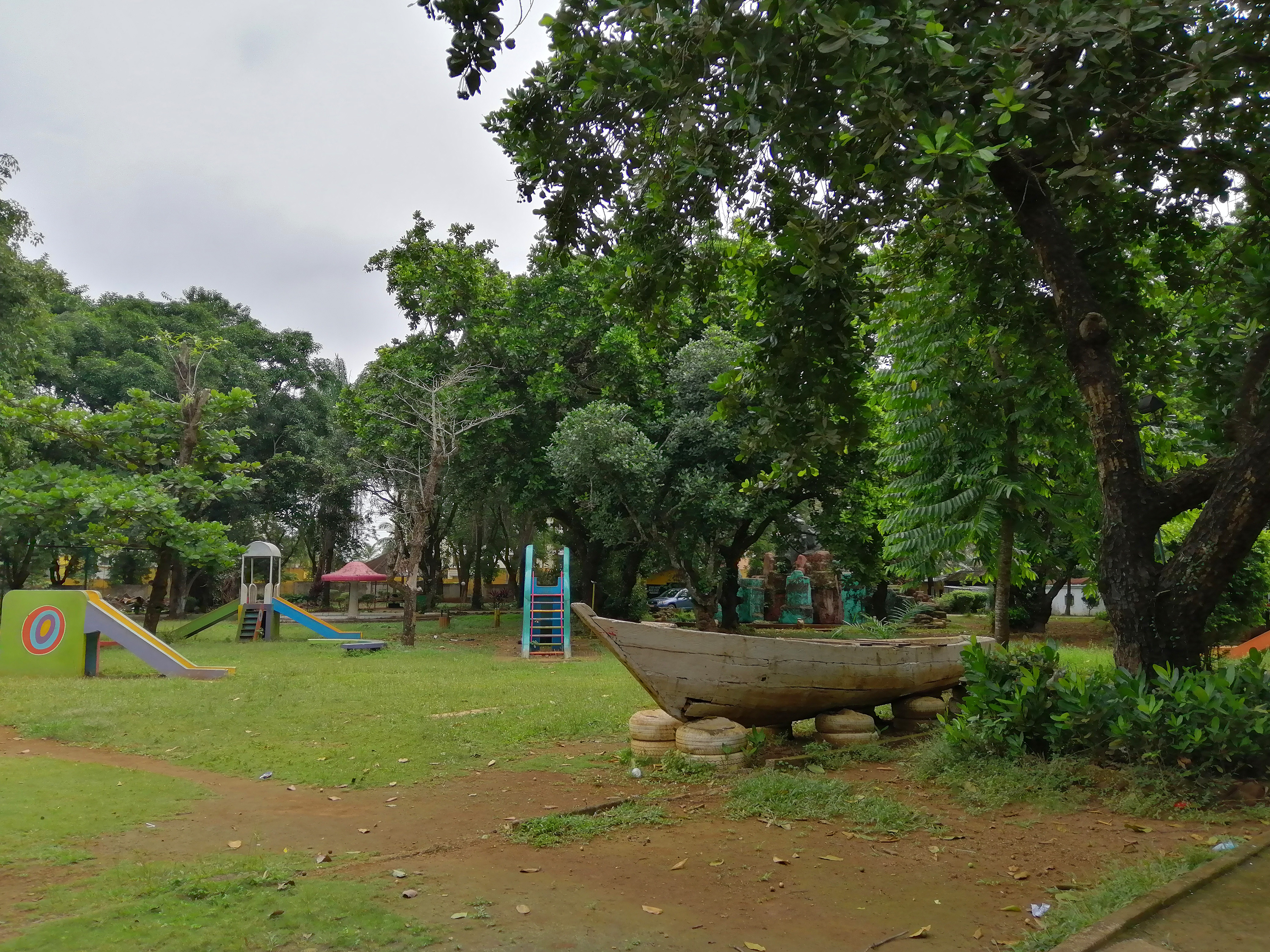
Jardin du 2-Octobre à Conakry.

Cependant, une conscience politique anticoloniale se développe peu à peu, pour s'affirmer après la Seconde Guerre mondiale. En effet, Conakry devenant un port important, beaucoup de Guinéens y sont employés. Ils ont alors la possibilité de former leurs propres syndicats, d'où émergent des mouvements contestataires. À la tête de la puissante Union générale des travailleurs d'Afrique noire (UGTAN), Ahmed Sékou Touré, arrière-petit-fils de Samory Touré, mène une action pour obtenir davantage de représentants africains dans le gouvernement local. La constitution française d'octobre 1946, plus libérale à l'égard des pays colonisés, permet la création de partis politiques, dont Sékou Touré devient la personnalité la plus importante. Lors du référendum de septembre 1958, la Guinée est le seul pays de l'Afrique francophone à rejeter la proposition du général de Gaulle concernant l'intégration des colonies de l'A.O.F. au sein d'une Communauté française,.
Le 2 octobre 1958, la Guinée accède à l'indépendance. Sékou Touré, alors très populaire dans son pays comme dans tous les pays d'Afrique, en devient le président ; il prône le panafricanisme, « La décolonisation intégrale de toutes les structures du pays » et la mise en place d'une « société socialiste ».
- Administrateurs coloniaux en Guinée française (1891-1958)

## Indépendance en 1958

### Dictature Sékou Touré (1958-1984)

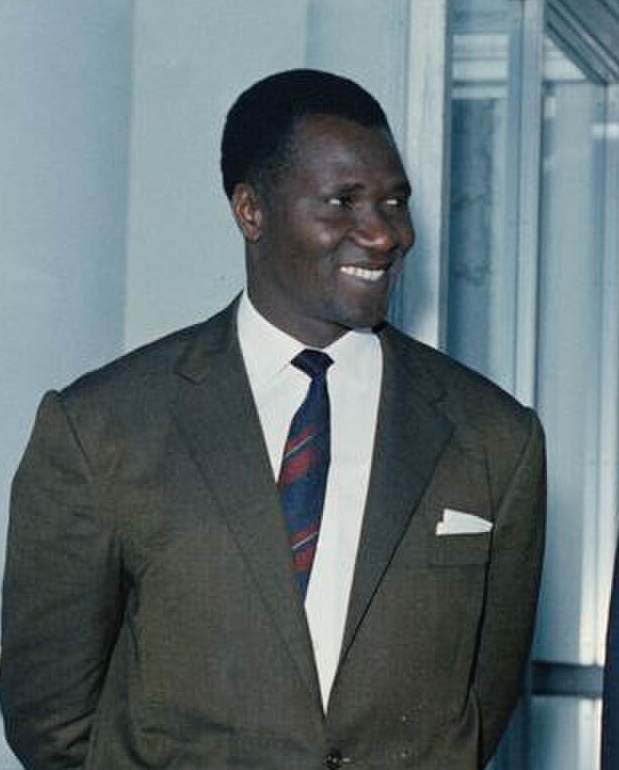
Ahmed Sékou Touré, 1962

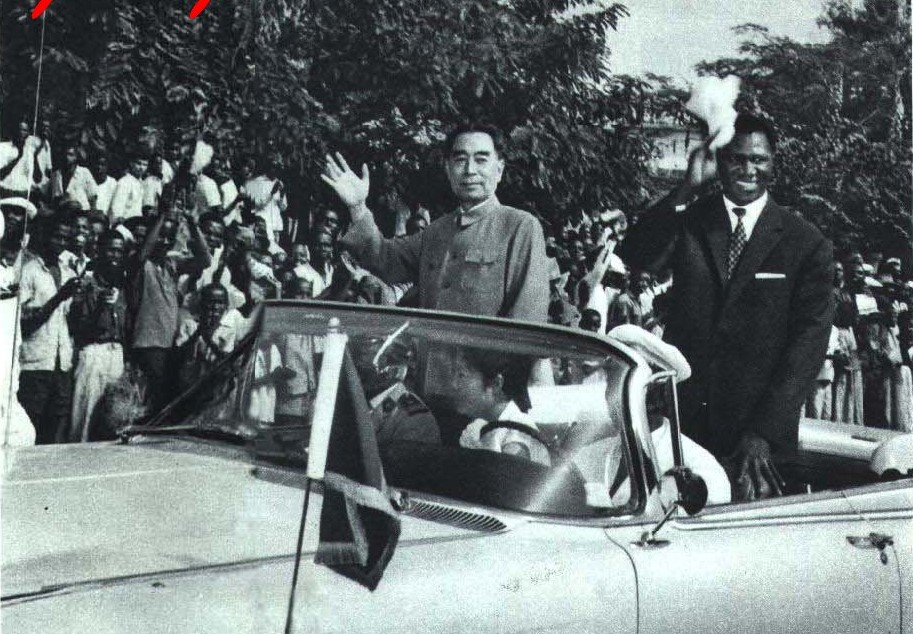
Visite officielle chinoise, 1964

En octobre 1958, dans les jours qui suivent l'indépendance de la Guinée à la suite du « non » au référendum, De Gaulle décide de punir les Guinéens en raison du mauvais exemple qu'ils donnent aux autres peuples africains qui ont accepté une coopération comme continuité de la colonisation. Si certains hauts fonctionnaires français plaident en faveur de négociations avec le nouvel État, de Gaulle refuse toute conciliation.
L’administrateur colonial Paul Masson se souviendra lors de l'écriture de ses mémoires avoir été vertement accueilli par le général : « Mais laissez-le donc, Sékou Touré, bouffer ses bananes et ses cacahuètes. » Le jour même du vote, un commando de parachutistes est déployé pour récupérer les billets émis par la Banque de France, plusieurs milliards de francs CFA. Les financements à destination de la Guinée sont immédiatement annulés et les fonctionnaires français, ingénieurs et cadres français qui gèrent alors l'économie et l'administration civile sont tous rappelés, plongeant intentionnellement la Guinée dans le chaos. L'objectif du gouvernement français, tel que mentionné dans des télégrammes diplomatiques secrets est de « placer la Guinée en situation de demanderesse » et de « se servir de cette arme très réelle pour amener autant que possible la Guinée à la résipiscence. » Le haut commissaire colonial Pierre Messmer fait intercepter à Abidjan quatre mille tonnes de riz destinées à réapprovisionner les stocks guinéens, quasiment vides. La France tente également, mais sans succès, de retarder l'admission de la Guinée aux Nations Unies. Sékou Touré cherche alors de l'aide auprès des pays d'Europe de l'Est et de l'Union soviétique et met en place un régime de parti unique et un système socialiste inspiré de celui de son nouvel ami soviétique.
En 1961, la Guinée adhère, avec le Mali et le Ghana, à une Union des États africains, tentant ainsi de matérialiser un idéal panafricain. Ce projet de fédération ne vit que deux ans, les autres dirigeants africains privilégiant une «Afrique des patries».
Au cours des deux premières années qui ont suivi l'indépendance, Sekou Touré tolère une certaine opposition à son régime. Un complot visant à le renverser, découvert en 1960, marque le début d'une longue période de répression. Au moins 10 000 personnes ont été arrêtées entre 1970 et 1982, dont 2 800 ont « disparu », vraisemblablement assassinées au cours de leur détention, selon Amnesty International.
Sékou Touré échappe à plusieurs attentats destinés à le remplacer par un président choisi par De Gaulle. En novembre 1965, le gouvernement français rappelle son ambassadeur en Guinée.
Le colonel puis ambassadeur Maurice Robert, qui a été chef du secteur Afrique au service de documentation extérieure et de contre-espionnage (SDECE) de 1958 à 1968, explique :

« Nous devions déstabiliser Sekou Touré, le rendre vulnérable, impopulaire et faciliter la prise du pouvoir par l’opposition. (…) Une opération de cette envergure comporte plusieurs phases : le recueil et l’analyse des renseignements, l’élaboration d’un plan d’action à partir de ces renseignements, l’étude et la mise en place des moyens logistiques, l’adoption des mesures pour la réalisation du plan. (…) Avec l’aide des exilés guinéens réfugiés au Sénégal, nous avons aussi organisé des maquis d’opposition dans le Fouta-Djalon. L’encadrement était assuré par des experts français en des opérations clandestines. Nous avons armé et entraîné ces opposants guinéens pour qu’ils développent un climat d’insécurité en Guinée et, si possible, qu’ils renversent Sékou Touré. (…) Parmi ces actions de déstabilisation, je peux citer l’opération « Persil », par exemple, qui a consisté à introduire dans le pays une grande quantité de faux billets de banque guinéens dans le but de déséquilibrer l’économie. »

Parallèlement, les rapports de la Guinée avec ses voisins, Côte d'Ivoire, Niger, Sénégal et Haute-Volta, se tendent.
Le Portugal, enlisé dans des guerres coloniales, organise en 1970 un débarquement militaire et une tentative de coup d’État contre le régime de Sékou Touré qui soutenait le PAIGC mouvement indépendantiste de la Guinée portugaise voisine et du Cap-Vert. Mais l'opération aboutit à un fiasco.
Le régime commence à s’assouplir dans la deuxième moitié des années 1970. En effet, l'isolement diplomatique du pays, conjugué à une économie mal planifiée, mènent la Guinée à la faillite et contraignent son président à assouplir le régime. Il entreprend alors de nombreux voyages diplomatiques dans le but d'établir des relations avec d'autres pays et de trouver des investisseurs pour exploiter les richesses minérales considérables de la Guinée :
- Les rapports de la Guinée avec ses voisins, Côte d'Ivoire, Niger, Sénégal et Haute-Volta, se normalisent à partir de 1978.

- Les échanges avec la France reprennent également : en avril 1982, Guy Penne, conseiller du président François Mitterrand, se rend en Guinée. En juin de la même année, Sekou Touré est reçu par le président Reagan à Washington, puis en septembre par Mitterrand à Paris. En octobre 1983, il participe pour la première fois au sommet des chefs d'État francophones à Vittel[1].

### Coup d'État de 1984
- Coup d'État de 1984 en Guinée

Après la mort de Sékou Touré, le 26 mars 1984, un gouvernement d'intérim est mis en place. Il est bientôt renversé par le colonel Lansana Conté (1984-2008), qui prend la tête du Comité militaire de redressement national (CMRN) et devint président de la République. Il amnistie les prisonniers politiques, s'attache à démanteler le système socialiste, réduit le pouvoir de l'armée et se rapproche de la France et de ses voisins. En 1985, le gouvernement de Conté échappe à une tentative de coup d'État. La Guinée s'ouvre au capitalisme occidental en déréglementant les investissements,. En décembre 1993, Les premières élections pluripartites confirment Lansana Conté dans ses fonctions. Son principal adversaire politique[Qui ?] est arrêté cinq ans plus tard. En juin 1995, les élections législatives, contestées par l'opposition, confirment l'hégémonie du parti présidentiel. En 1996, une mutinerie, frôlant le coup d'État, révèle la démoralisation de l'armée. La nomination comme Premier ministre de l'économiste Sydia Touré rassure les organisations financières internationales, mais n'arrive pas à entamer l'opposition des deux grandes communautés, les Peuls et les Malinkés, qui reprochent au président Conté de favoriser les Soussou, son ethnie d'origine. Pour autant, le régime réussit à maintenir la paix entre les ethnies.
En décembre 1998, Lansana Conté est réélu avec 56 % des suffrages exprimés. Ces élections sont violemment contestées par l'opposition, et son représentant charismatique Alpha Condé (RPG) est mis en résidence surveillée. Voisine de la Sierra Leone, la Guinée accueille de nombreux réfugiés de ce pays en proie à la guerre civile, et subit parfois les incursions des rebelles. Le pays est en panne économiquement, mais il échappe aux guerres et aux troubles de ses voisins.
En juin 2003, la France décore à titre posthume le tirailleur Hady Bah (1916-1943) et une délégation de l'ambassade de France en Guinée se rend à Pelli Foulyabé (Préfecture de Pita) pour saluer la famille du tirailleur. Fondateur d'un des premiers maquis vosgiens en 1940, Hady Bah fut fusillé par les Allemands en 1943. Le 29 octobre 2006, une révolte des femmes éclate dans la préfecture de Kamsar pour protester contre la diminution des prestations sociales aux familles des travailleurs de l'usine de traitement de la bauxite de la Compagnie des Bauxites de Guinée. Le 6 novembre 2006 : L'ONG Transparency International classe la Guinée comme le pays africain ayant la plus forte perception de corruption. En janvier 2007, une grève générale et émeute est  organisée dans les principales villes du pays. Le 22 décembre 2008, Lansana Conté meurt. Il souffrait depuis une dizaine d'années de plusieurs maladies, dont une forme aiguë de diabète et une leucémie.

### Coup d'État de 2008: Moussa Dadis Camara (2008-2010)

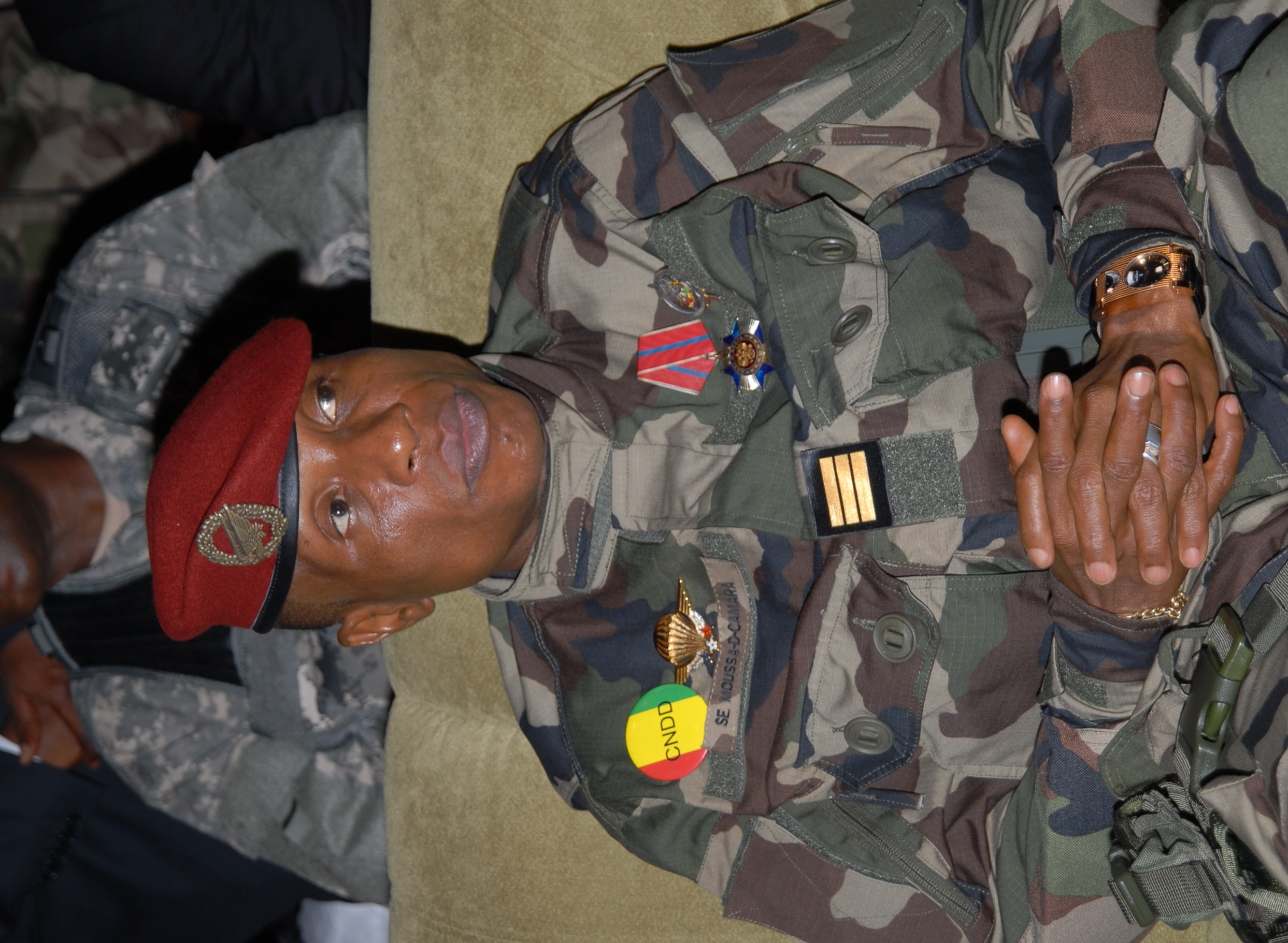
Moussa Dadis Camara

Le 23 décembre 2008, une junte se présentant sous le nom de Conseil national pour la démocratie et le développement  (CNDD) prend le pouvoir par un coup d'État, et le lendemain, Moussa Dadis Camara (1964-) s'autoproclame président de la République. Le 30 décembre 2008, Kabiné Komara (1950-) devient Premier ministre. Le 28 septembre 2009, la police ouvre le feu sur la foule manifestant contre la junte de Moussa Dadis Camara. Le bilan, variable selon les sources, serait de plusieurs dizaines de morts. Ce massacre constitue un tournant dans l'histoire du pays. Le 3 décembre 2009, Moussa Dadis Camara est blessé par son aide de camp. Le 8 décembre 2009, le CNDD arrête 60 personnes pour avoir tenté de tuer Moussa Dadis Camara. Le 3 juin 2010, l'ONG la FIDH, l'Organisation guinéenne de défense des droits de l'Homme et du citoyen (OGDH), 3 autres organisations guinéennes de victimes (AVIPA, AFADIS, AGORA) et 67 victimes se constituent parties civiles dans l'instruction judiciaire ouverte par les autorités judiciaires guinéennes sur ce massacre du 28 septembre 2009.

### Évolution vers un pouvoir civil (2010): Alpha Condé (2010-2021)

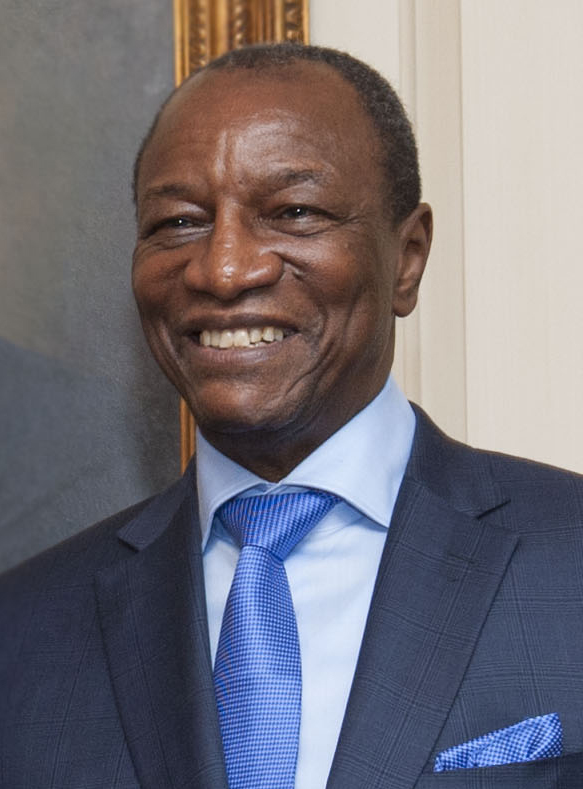
Alpha Condé en 2014

Une élection présidentielle est annoncée en juin 2010, pour permettre le retour à un pouvoir civil, fortement souhaité par la population. En février 2010, le principal opposant, Alpha Condé (1948-), annonce sa candidature à ce scrutin présidentiel. Il arrive en deuxième position du premier tour le 27 juin, avec 18,25 % des voix, se qualifiant ainsi pour le second tour, face à Cellou Dalein Diallo qui obtient 43,69 % des voix. Le 19 septembre 2010, le second tour de l'élection présidentielle est reporté. Le 28 septembre 2010, pour le premier anniversaire du massacre du 28 septembre 2009, la FIDH et l'Organisation guinéenne de défense des droits de l'Homme et du Citoyen (OGDH) publient un rapport dans lequel ils dénoncent l'inertie de la justice guinéenne à poursuivre les auteurs du massacre et appellent le futur président à faire de la lutte contre l'impunité une priorité. Le second tour se déroule finalement le 7 novembre 2010. Le 15 novembre, Alpha Condé est déclaré vainqueur de ce scrutin par la Commission électorale nationale indépendante (Ceni) avec 52,52 % des voix face à un ancien Premier ministre Cellou Dalein Diallo, leader de l’Union des forces démocratiques de Guinée (UFDG). La Cour suprême valide l'élection le 3 décembre suivant, et Cellou Dalein Diallo reconnaît sa défaite.
Alpha Condé est investi président de la République le 21 décembre 2010. Il promet « une ère nouvelle » et annonce son intention de devenir « le Mandela de la Guinée » en unifiant son pays, en luttant contre la corruption et en redressant l'économie, qui ne profite guère des réelles richesses minérales du territoire,. Trois jours après son investiture, il nomme l'économiste Mohamed Saïd Fofana au poste de Premier ministre. Le 19 juillet 2011, des militaires attaquent sa résidence privée de Conakry, mais leur tentative de coup d’État échoue. Quelques jours plus tard, le 28 juillet, l'ONG Reporters sans frontières publie un rapport dans lequel elle demande à Alpha Condé « d'affirmer publiquement son attachement à la liberté de la presse et au respect du pluralisme des médias », tandis que la France l'appelle à ne pas entraver la liberté de la presse et à organiser des élections législatives dans les meilleurs délais. Les premières élections législatives sont organisées le 28 septembre 2013. Le parti au pouvoir et les petits partis qui lui sont alliés obtiennent 60 des 114 sièges à l'Assemblée nationale et un Parlement élu peut enfin se substituer au Conseil national de transition, même si l'opposition dénonce des fraudes.

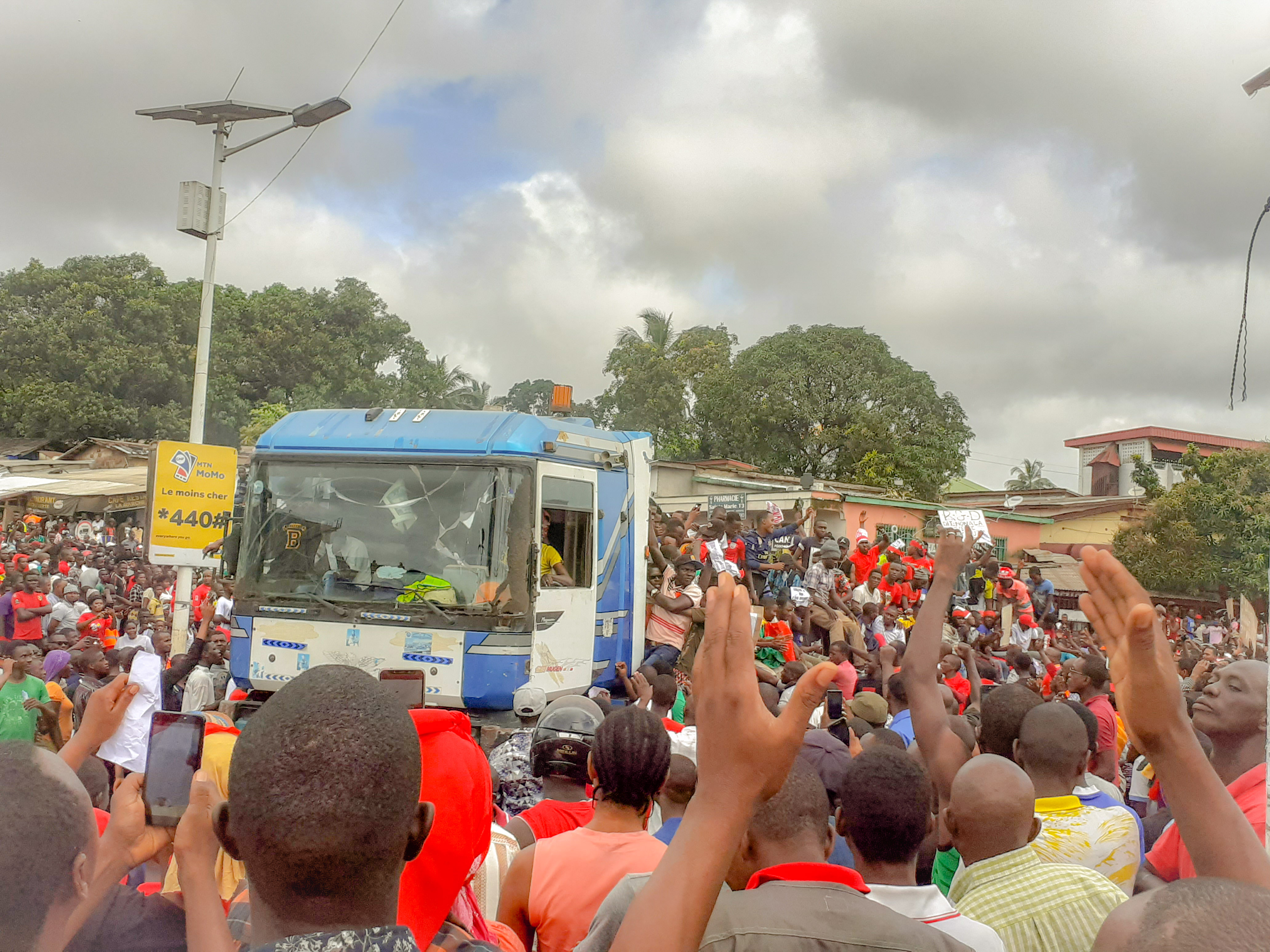
Manifestations à Conakry le 24 octobre 2019.

En 2014 et 2015, le pays est touché par l'épidémie Ebola mais se mobilise pour en contenir les impacts,.
En 2015, Alpha Condé est réélu lors du renouvellement de l'élection présidentielle avec 57 % des voix, à nouveau face à Cellou Dalein Diallo. Mamady Youla (1961-) devient premier ministre en décembre 2015. En juillet 2016, la Guinée est le premier pays à majorité musulmane d'Afrique à renouer des liens diplomatiques avec Israël. En mai 2018, le premier ministre Mamady Youla est remplacé par Ibrahima Kassory Fofana (1954-), à la tête d'une nouvelle équipe gouvernementale, après des semaines de manifestations organisées par les syndicats d’enseignants pour réclamer des augmentations de salaires et par l’opposition pour contester le résultat des élections locales de février 2018. Un projet d'évolution de la constitution de 2010 fait cependant repartir les contestations. Les détracteurs d'Alpha Condé le soupçonnent de vouloir se présenter fin 2020 pour un troisième mandat. Des manifestations, suivies de répression et d'arrestations, se succèdent à nouveau,,.
Au mois de mars 2020, la Guinée se dote d'une nouvelle constitution contestée qui permettra a Alpha Condé d'être réélu au premier tour lors du double scrutin présidentiel et législatif.
Alpha Condé remporte l'élection présidentielle avec 59,50 % des voix. Ibrahima Kassory Fofana devient de nouveau premier ministre en janvier 2021.

### Transition militaire (2021-)

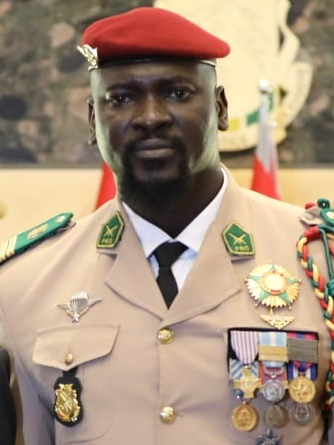
Mamadi Doumbouya

Le 5 septembre 2021, le groupement des forces spéciales de l'armée guinéenne du colonel Mamadi Doumbouya (1980-) renverse le pouvoir d'Alpha Condé et dissout toutes les institutions de la Guinée.
Apres la chute du pouvoir civil, le colonel Mamadi Doumbouya nomme le 6 octobre 2021 Mohamed Béavogui (1953-) premier ministre de la transition guinéen.
Le 20 août, le colonel remplace Béavogui par Bernard Goumou.
En octobre 2022, sous la pression de la Cedeao et d'une partie de la communauté internationale, Mamadi Doumbouya (1980-) annonce redonner le pouvoir aux civils plus tôt que prévu. Il s'engage en effet à démarrer le calendrier de transition de deux années à compter de janvier 2023 (contre les trois ans qu'il avait préalablement annoncé).

#### Période pré-coloniale
- Liste des groupes ethniques d'Afrique
- Commerce transsaharien
- Royaumes du Sahel (750-1900)
- Islam en Afrique
- Empire Baté (Kankan, 1550?-1879)
- Empire wassoulou (1878-1898)
- Royaume de Dubréka (1600c-1900c)
- Imamat du Fouta-Djalon (1725-1896), Almamy Ahmadou de Timbo (?-1896), Diwés du Fouta Djalon
- Grotte de Kakimbo
- Exploitation aurifère en Guinée, Bouré (région)

#### Période coloniale
- Exploration européenne de l'Afrique, partage de l'Afrique
- Esclavage en Afrique (pré-européen), traites négrières, commerce triangulaire
- Capitalisme marchand, Compagnies européennes fondées au XVIIe siècle (portugaises, britanniques, françaises, néerlandaises...)
  - Casa da Guiné (1482), Companhia da Costa da Guiné (pt) (1582-) Companhia de Cacheu, rios e comércio da Guiné (pt) (1675-1682), Companhia de Cacheu e Cabo Verde (pt) (1690-1757c)
  - Royal African Company (1672-1752), African Company of Merchants (1752-1821)
  - Compagnies coloniales françaises, Compagnie normande (1626), Compagnie du Cap-Vert et du Sénégal (1658), Compagnie française des Indes occidentales (1664-1674)
  - Campagne du Soudan (1880-1893), Bataille de Woyowoyanko (1883), Bataille de Porédaka (1896)
  - Convention anglo-française de 1882
- Oumar Tall (1794c-1864)
- Aimé Olivier de Sanderval (1840-1919)
- Colonie française de Gorée et dépendances (1854), dont les comptoirs de Rivières du Sud (1882-1891)
- Rivières du Sud (1882-1891, Territoires des Rivières du Sud et dépendances), colonie française
- Guinée française (1891-1958)
- Afrique occidentale britannique
- Empire colonial néerlandais
- Empire colonial portugais (1415-1999), Bissau (1687-1879), Histoire de la Guinée-Bissau, Histoire du Cap-Vert

#### Depuis l'indépendance
- Union des États africains (1958-1962)
- Communauté économique des États de l'Afrique de l'Ouest (1975, CEDEAO)

- Politique en Guinée
- Liste des présidents de Guinée
- Liste des présidents de l'Assemblée nationale (Guinée)
- Liste des Premiers ministres de Guinée
- Liste des guerres impliquant la Guinée

#### Depuis 2000
- Décolonisation de l'Afrique, Néocolonialisme, Françafrique, Russafrique, Chinafrique, Relations sino-africaines
- Coup d'État de 2008 en Guinée, Troubles militaires guinéens de 2008
- Manifestation de 2013 en Guinée
- Épidémie de maladie à virus Ebola en Afrique de l'Ouest (2014-)
- G5 Sahel (2014)
- Comité national du rassemblement pour le développement (2021)
- Lauriane Darboux-Doumbouya
- Alliance des États du Sahel (AES, 2023)